# Aloma Wright
Aloma Wright (* 10. März 1950 in New York City, New York, Vereinigte Staaten) ist eine US-amerikanische Schauspielerin, die vor allem durch ihre Rolle als Krankenschwester Laverne Roberts in der Sitcom Scrubs – Die Anfänger internationale Bekanntheit erlangte.

## Leben
Wright wurde 1950 in New York geboren und wuchs in Kalifornien auf. Nach ihrem Abschluss an der American Academy of Dramatic Arts in New York ging sie mit den Musicals Ain’t Misbehavin’ und The Gospel Truth auf Tournee. Für ihre Rollen in The Visit (1996) und From the Mississippi Delta (1997) gewann Wright zweimal den Drama-Logue-Award. Sie war darüber hinaus in den Jahren 1994 und 1997 für zwei NAACP Image Awards als beste Schauspielerin nominiert.
Neben ihrem Bühnenengagement war Wright ab Mitte der 1990er zunehmend in kleineren Rollen in Film und Fernsehen zu sehen. Unter anderem übernahm sie Gastauftritte in Episoden der Fernsehserien Malcolm mittendrin, Medical Investigation und Navy CIS sowie in den Filmen When Billie Beat Bobby, Mr. Deeds und Shadow Hours.
Wrights bekannteste Rolle ist die der Krankenschwester Laverne Roberts in der Fernsehsitcom Scrubs – Die Anfänger. Sie verkörperte die Rolle der warmherzigen Gläubigen über sechs Jahre, bis die Figur aufgrund des geplanten Endes der Serie in der sechsten Staffel verstarb. Als Scrubs doch weitergeführt wurde, kehrte Wright als Schwester Shirley, dem charakterlichen Gegensatz ihrer bisherigen Rolle, zurück.
Von 2015 bis 2019 war sie wiederkehrend in Suits als Assistentin Gretchen Bodinski zu sehen.
Wrights Tochter arbeitet als Juristin in San Diego.

## Filmografie (Auswahl)

### Filme
- 1995: Stuart Stupid – Eine Familie zum Kotzen (Stuart Saves His Family)
- 1998: Teufel im Blut (Devil in the Flesh)
- 1998: About Sarah
- 1998: Alien Nightmare
- 1999: Sonic Blast – Showdown in den Wolken (Sonic Impact)
- 1999: Trippin’
- 2000: Shadow Hours
- 2000: Girls United (Bring It On)
- 2001: Motocrossed
- 2001: When Billie Beat Bobby
- 2002: Mr. Deeds
- 2002: Try Seventeen
- 2003: Zur Hölle mit Eva (Deliver Us from Eva)
- 2004: Familie Johnson geht auf Reisen (Johnson Family Vacation)
- 2005: Ralph & Stanley
- 2005: Family Reunion
- 2005: The Gospel
- 2007: Ben 10 – Wettlauf gegen die Zeit (Ben 10: Race Against Time)
- 2009: The Janky Promoters

### Fernsehserien
- 1998: Power Rangers: In Space (18 Folgen)
- 1999: Friends (Folge 5x16)
- 2000: Malcolm mittendrin (Malcolm in the Middle, Folge 1x03)
- 2001–2009: Scrubs – Die Anfänger (Scrubs, 92 Folgen)
- 2004: Medical Investigation (Folge 1x01)
- 2006: Navy CIS (NCIS, Folge 3x23)
- 2008–2011: Zeit der Sehnsucht (Days of Our Lives)
- 2010: Mad Men (Folge 2x10)
- 2012–2013: Private Practice (5 Folgen)
- 2015–2016. The Soul Man (5 Folgen)
- 2015–2019: Suits (25 Folgen)
- 2018: Lucifer (Folge 3x22)
- 2020: Zuhause bei Raven (1 Folge)
- seit 2020: Tyler Perry’s Young Dylan